# Police Academy (Fernsehserie)
Police Academy ist der Name einer Fernsehserie aus dem Jahre 1997, die auf dem gleichnamigen Film und der daraus entstandenen Filmreihe aufbaut. Allerdings ist sie erst in großem zeitlichen Abstand zu allen vorherigen Produktionen entstanden. Regie führte Robert Radler.
Die Serie besteht im Wesentlichen aus einer neuen Generation Figuren, die aber in Geschichten mit den altbekannten Comedyelementen agieren. Einzig Michael Winslow alias Larvell Jones ist noch von den ursprünglichen Figuren übrig geblieben und tritt jetzt als Trainer auf.

## Handlung

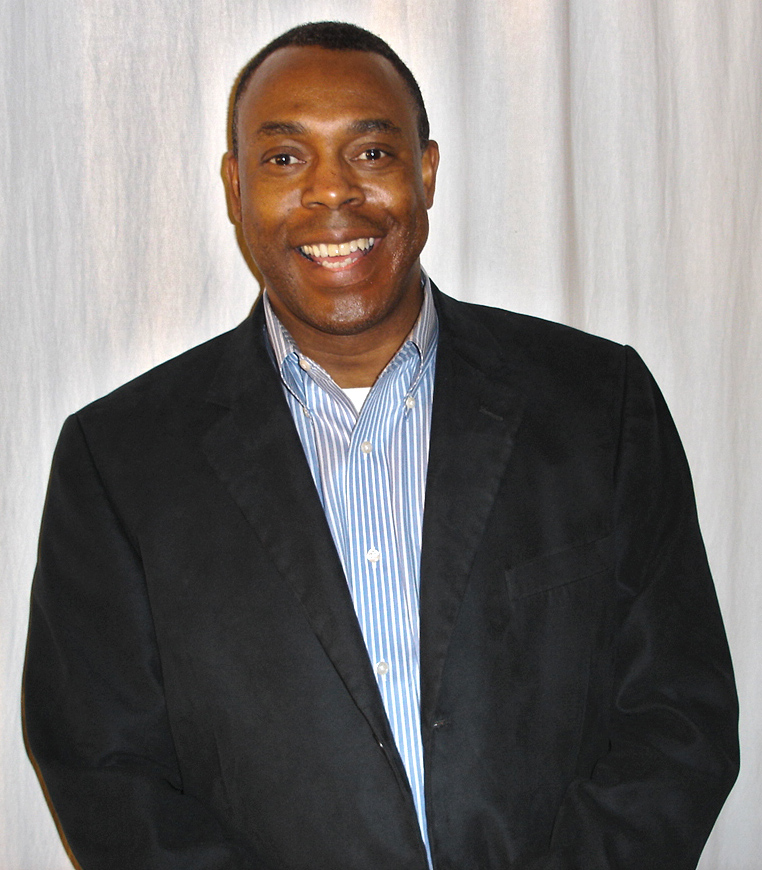
Michael Winslow alias Larvell Jones ist der einzige der ursprünglichen Schauspieler, der auch in der Serie regelmäßig zu sehen war.

Der Bürgermeister lockert die Zulassungsbedingungen für die örtliche Polizeischule, weil die Polizei Nachwuchs braucht.
Es bewerben sich prompt unfähige Chaoten, die akzeptiert werden müssen. Kern der Truppe ist der smarte Richard Casey, der seinen Freunden an der Akademie kein gutes Vorbild ist. Unter den Kadetten sind das Landei Annie, die Angst vor neuen Beziehungen hat, weil ihre Ex-Freunde immer furchtbare Unfälle ereilten, der übergewichtige und leicht dämliche Luke Kackley, sowie die toughe Alicia, die ihre Vergangenheit als Mitglied einer Straßengang durchaus zeigt. Die ungewöhnlichen Brüder Tackleberry komplettieren das Chaos-Team.
Auch die Ausbilder und Offiziere sind nicht ein Maß an Kompetenz und Intelligenz: Sergeant Rusty Ledbetter steht nicht nur mit Casey auf Kriegsfuß, sondern hat auch ständig Probleme mit seinem Toupet.
Kommandant der Akademie ist der vergessliche Stuart Hefilfinger, der von Sergeant Larvell Jones, einem begnadeten Geräuscheimitator, unterstützt wird.

## Hintergrund
- Der Versuch, die Filme als Fernsehserie umzusetzen, scheiterte ebenso wie der letzte Film. Es wurde nur eine Staffel mit 26 Folgen produziert.
- Zahlreiche Schauspieler der Originalfilme gaben Gastvorstellungen. Insbesondere zu nennen ist David Graf, der hier zum letzten Mal den Eugene Tackleberry darstellte, bevor er 2001 an einem Herzinfarkt verstarb. Art Metrano, der in den Originalfilmen Mauser spielt, kehrt als Sheriff Meiser zurück. Bubba Smith spielt zum letzten Mal die Rolle des Moses Hightower, bevor er im August 2011 verstarb.
- Die Serie lief im deutschen Fernsehen dreimal innerhalb eines Jahres. Im Jahre 1999 wurde sie zunächst im Frühling bei DF1 Krimi&Co., dem Spartenkanal für Krimis beim damaligen digitalen Fernsehen DF1. Im Sommer lief sie dann bei ProSieben, im Herbst nochmals bei Premiere Comedy. In Österreich wurde sie von ORF 1 zweimal ausgestrahlt, je einmal in den Jahren 1999 und 2000.

## Episodenliste
| Folge | Titel                             | Gaststar aus den Police Academy Filmen                             |
| 1     | Zum Polizisten verdonnert         | -                                                                  |
| 2     | Psychoterror                      | -                                                                  |
| 3     | Die Fuchsjagd                     | -                                                                  |
| 4     | Väter im Doppelpack               | -                                                                  |
| 5     | Leichen leben länger              | Leslie Easterbrook als D.A. Debbie Callahan (Staatsanwältin)       |
| 6     | Mumie, wechsle Dich               | -                                                                  |
| 7     | Süsser Hintern                    | -                                                                  |
| 8     | Der Handtaschendieb               | -                                                                  |
| 9     | Weniger ist mehr                  | Kenneth Mars (Der Bürgermeister in Film 6)                         |
| 10    | Wenn ich einmal reich bin...      | -                                                                  |
| 11    | Shopping mit dem Feind            | -                                                                  |
| 12    | Amors Pfeil                       | -                                                                  |
| 13    | Nichts als die Wahrheit           | -                                                                  |
| 14    | Alpträume                         | Art Metrano als 'Meiser' (Cmdt. Mauser in Film 2 & 3)              |
| 15    | Die Identitätskrise               | George Gaynes als Commandant Eric Lassard                          |
| 16    | Der Maulwurf                      | Bubba Smith als Captain Moses Hightower                            |
| 17    | Akte Schildkröte                  | -                                                                  |
| 18    | Die Rubinaugen                    | -                                                                  |
| 19    | Ein Pferd Von Wert                | -                                                                  |
| 20    | Wenn es heißt: Geben Sie Antwort! | -                                                                  |
| 21    | Bitte lächeln!                    | David Graf als Captain Eugene Tackleberry                          |
| 22    | Uniform runter!                   | George Robertson als Commissioner (Commissioner Hurst in Film 1-6) |
| 23    | Versicherungsbetrug               | Tim Kazurinsky als 'Arnold' (Sweetchuck in Film 2, 3 & 4)          |
| 24    | Engel im Genick                   | -                                                                  |
| 25    | Leih mir Deinen Hals              | -                                                                  |
| 26    | Ab in den Schnee                  | -                                                                  |